# 1878
Het jaar 1878 is het 78e jaar in de 19e eeuw volgens de christelijke jaartelling.

## Gebeurtenissen
januari
- 18 - Rusland dwingt de Osmanen de Vrede van San Stefano af. De Turkse bezittingen op de Balkan worden ondergebracht in een groot Bulgarije dat is bedoeld als vooruitgeschoven post van Sint-Petersburg.
- 21 - De Naald van Cleopatra komt na een rampzalig zeetransport vanuit Egypte via Spanje aan in Gravesend.

februari
- 2 - Griekenland verklaart de oorlog aan Turkije.
- 7 - De Groninger Studenten Roeivereniging 'Aegir' wordt opgericht.
- 18 - De moord op de veehandelaar John Tunstall, in New Mexico gepleegd door William Morton, Jesse Evans en Tom Hill, betekent het begin van de Lincoln County War.
- 19 - De fonograaf wordt geoctrooieerd door Thomas Edison.
- 20 - Paus Leo XIII volgt paus Pius IX op als de 256ste paus.
- 28 - De Mississippi State University wordt opgericht onder de naam 'The Agricultural and Mechanical College of the State of Mississippi'.

maart
- 23 - De Vrede van San Stefano wordt van kracht. Ten gevolge van de Russisch-Turkse oorlog (1877-1878) wordt Bulgarije een onafhankelijk vorstendom, dat slechts in naam nog onder Turkse soevereiniteit valt.

mei
- 1 - In Parijs wordt de Wereldtentoonstelling geopend. Voor deze wereldtentoonstelling wordt de eerste elektrische straatverlichting ingevoerd. Men gebruikt hiervoor Jablochkoff-kaarsen, een type booglamp.
- 15 - Ingebruikname van de spoorlijn Zaandam-Amsterdam Willemspoort met daarin de eerste Hembrug.
- 25 - Voetbalclub Newton Heath L&YR FC wordt opgericht, later bekend als Manchester United.

juni
- 4 - De Ottomanen en de Britten sluiten de Conventie van Cyprus waarbij de Ottomanen het bestuur over Cyprus overdragen aan het Verenigd Koninkrijk. In ruil hiervoor zeggen de Britten toe de Ottomanen te zullen steunen tegen een eventuele Russische agressie jegens het Ottomaanse Rijk. Cyprus blijft officieel nog wel een onderdeel van het Ottomaanse Rijk.
- 16 - In Amerika wordt de veelbesproken Posse Comitatus Act aangenomen door het congres. Deze wet verbiedt het inzetten van militairen als posse comitatus voor politietaken.

juli
- 2 - Eerste Varsity; een studentenroeiwedstrijd tussen ploegen van KSRV Njord uit Leiden en Laga uit Delft.
- 12 - In het kader van een reorganisatie van de politie besluit de gemeenteraad van Amsterdam tot afschaffing per 1 januari van de nachtwacht.
- 13 - Het Congres van Berlijn erkent de onafhankelijkheid van Montenegro. Groot-Bulgarije, dat vorig jaar ontstond, wordt grotendeels opgedeeld tussen het Osmaanse Rijk, Roemenië en Griekenland.
- juli - In opdracht van de Society of Antiquaries brengen de Engelse oudheidkundigen William Collings Lukis en Henry Dryden de Drentse hunebedden in kaart. De Society vreest dat door de voorgenomen restauratie het authentieke beeld verloren zal gaan.

september
- 7 - William Booth verandert de naam van zijn The Christian Mission in The Salvation Army (Leger des Heils).
- 11 - in Witmarsum wordt een gedenkteken onthuld voor Menno Simons.

oktober
- 13 - Officiële onderwerping te Kota Radja van de Arabische regent van Atjeh Habib Abdoe'r Rahman Alzahier.
- 19 - De Duitse Rijksdag neemt de Socialistenwet aan, de eerste van een reeks wetten die het opkomend socialisme aan banden moeten leggen.

november
- 17 - In Napels probeert Giovanni Passannante koning Umberto I te doden met een mes. Het koningspaar blijft ongedeerd, maar premier Benedetto Cairoli raakt bij de aanval lichtgewond.

december
- 19 - Joseph Swan demonstreert zijn uitvinding de gloeilamp tijdens een bijeenkomst van de Chemical Society in Newcastle.
- december - Vincent van Gogh gaat als evangelist naar de Borinage.

zonder datum
- Het przewalskipaard wordt ontdekt.
- In de Verenigde Staten wordt het eerste commerciële telefoonbedrijf opgericht.

## Muziek
- Johannes Brahms componeert zijn Vioolconcert in D gr.t. Opus 77
- Pjotr Iljitsj Tsjaikovski componeert zijn vioolconcert in D
- 14 december: eerste uitvoering van Symfonie in G van Ole Olsen

## Beeldende kunst

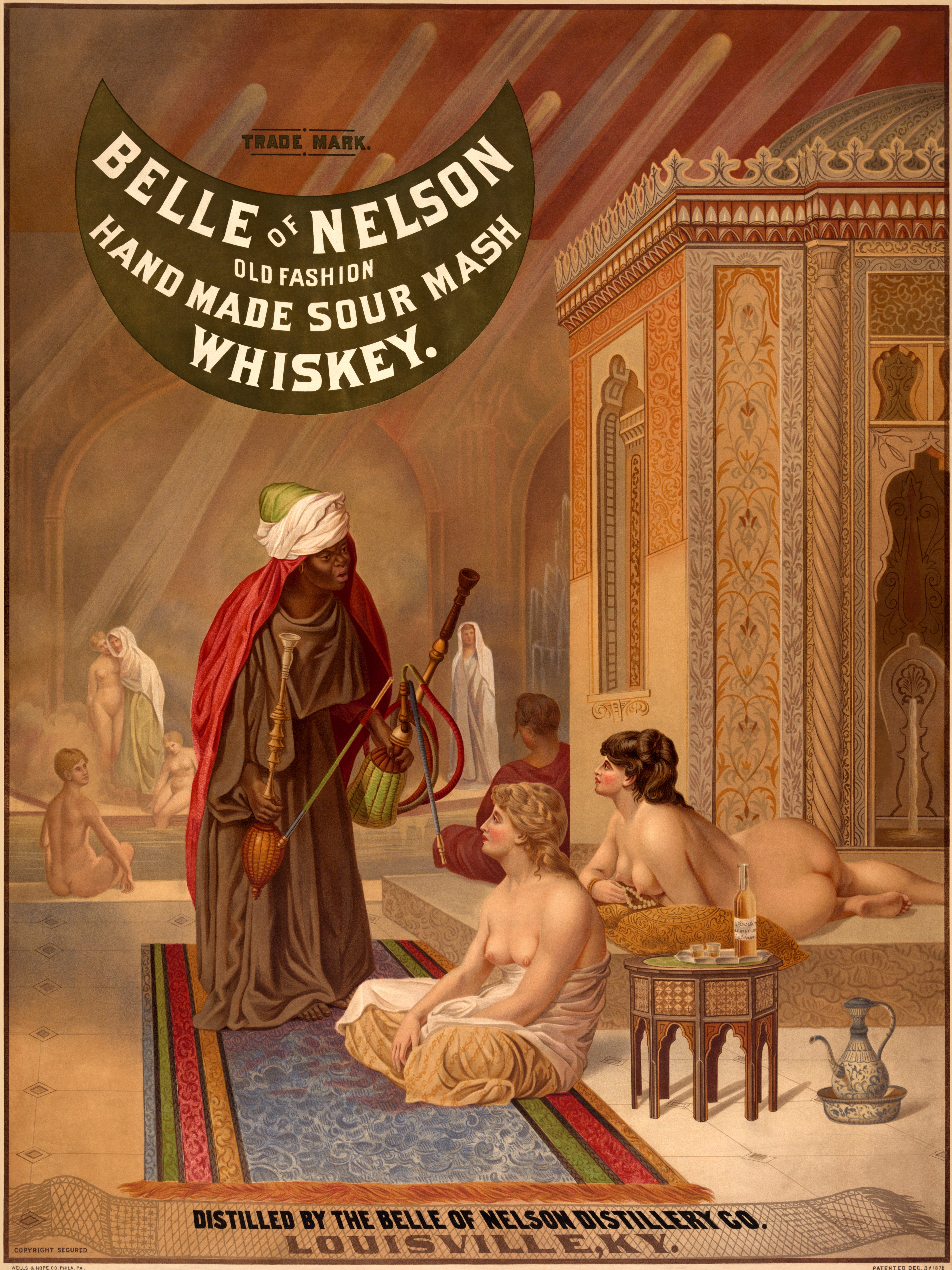
Reclameposter voor Belle of Nelson voor hun sour mash whiskey 1878
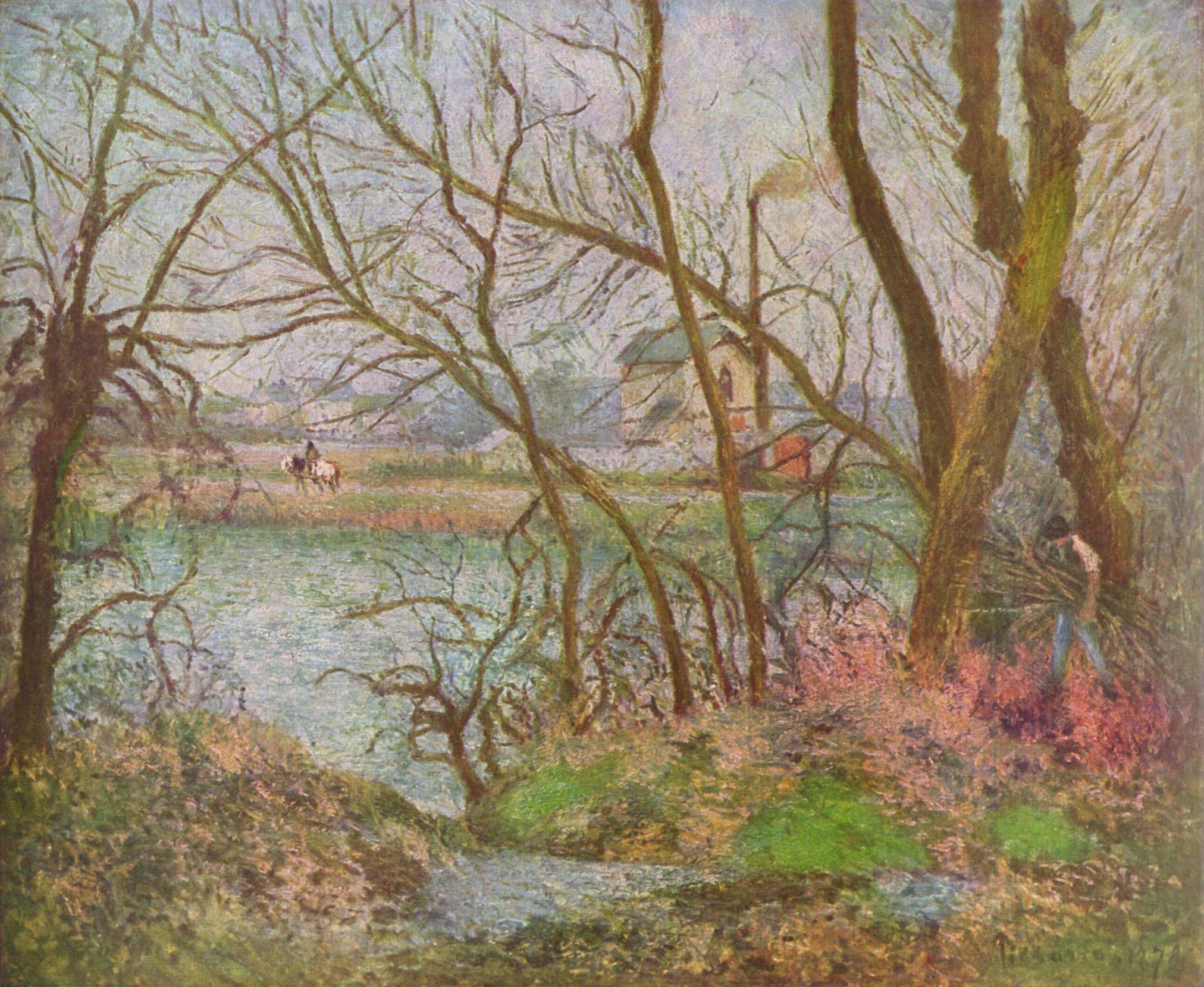
Bords de l'Oise (1878) Camille Pissarro, Musée d'Orsay
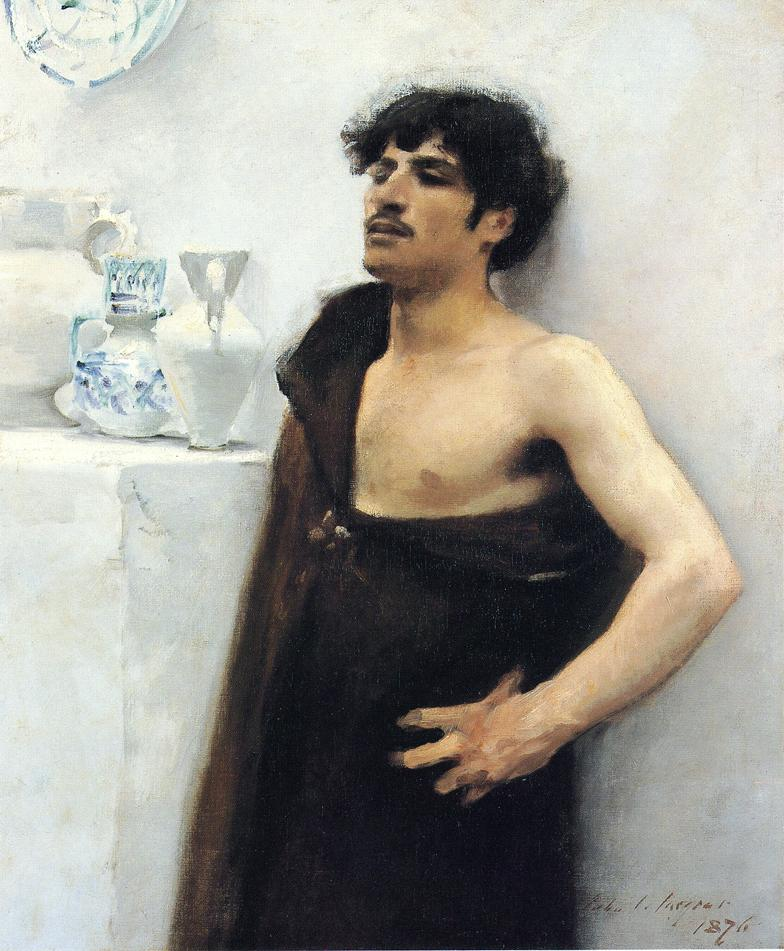
Dromerige man op Capri (1878) John Singer Sargent
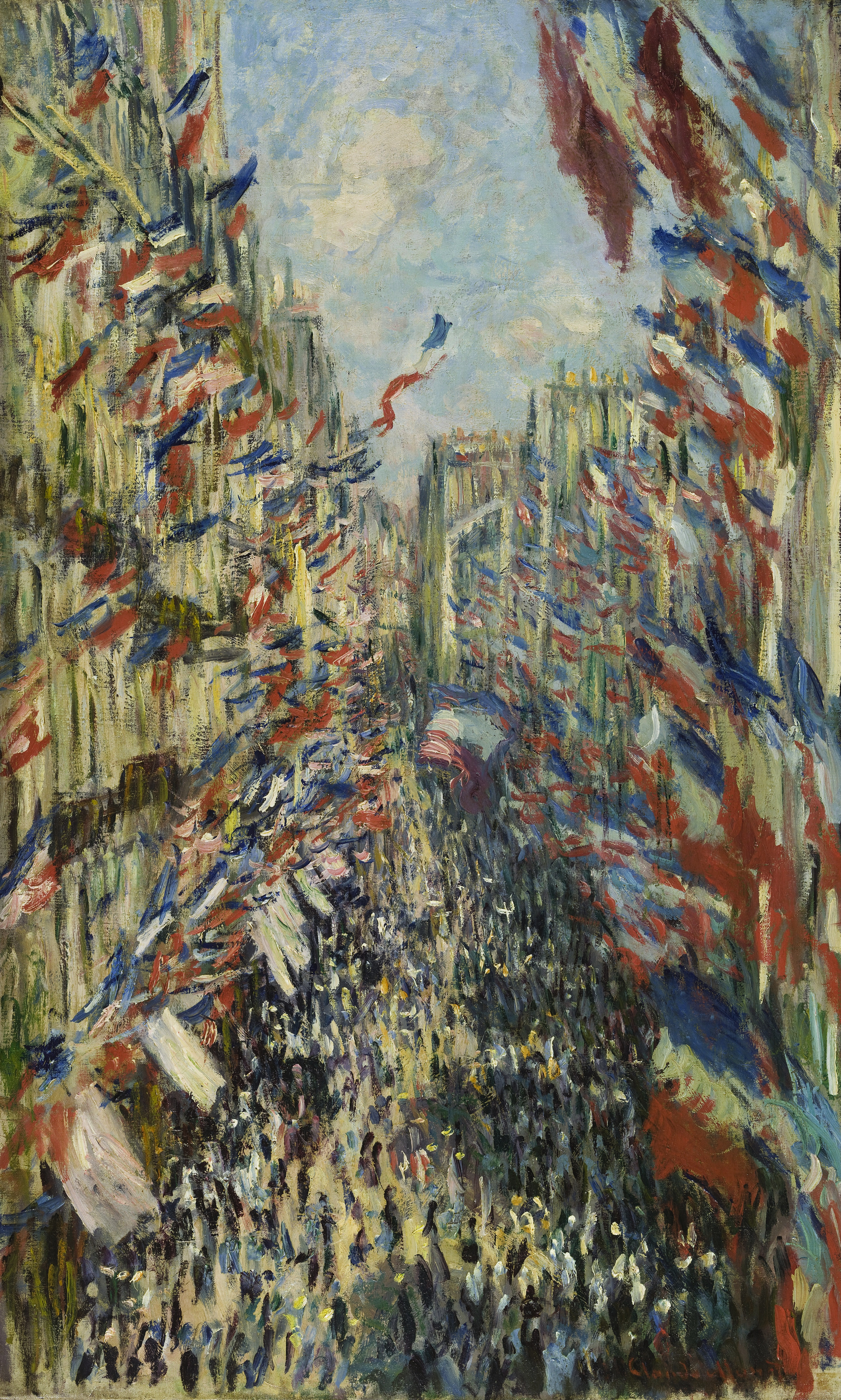
De Rue Montorgueil in Parijs - Claude Monet
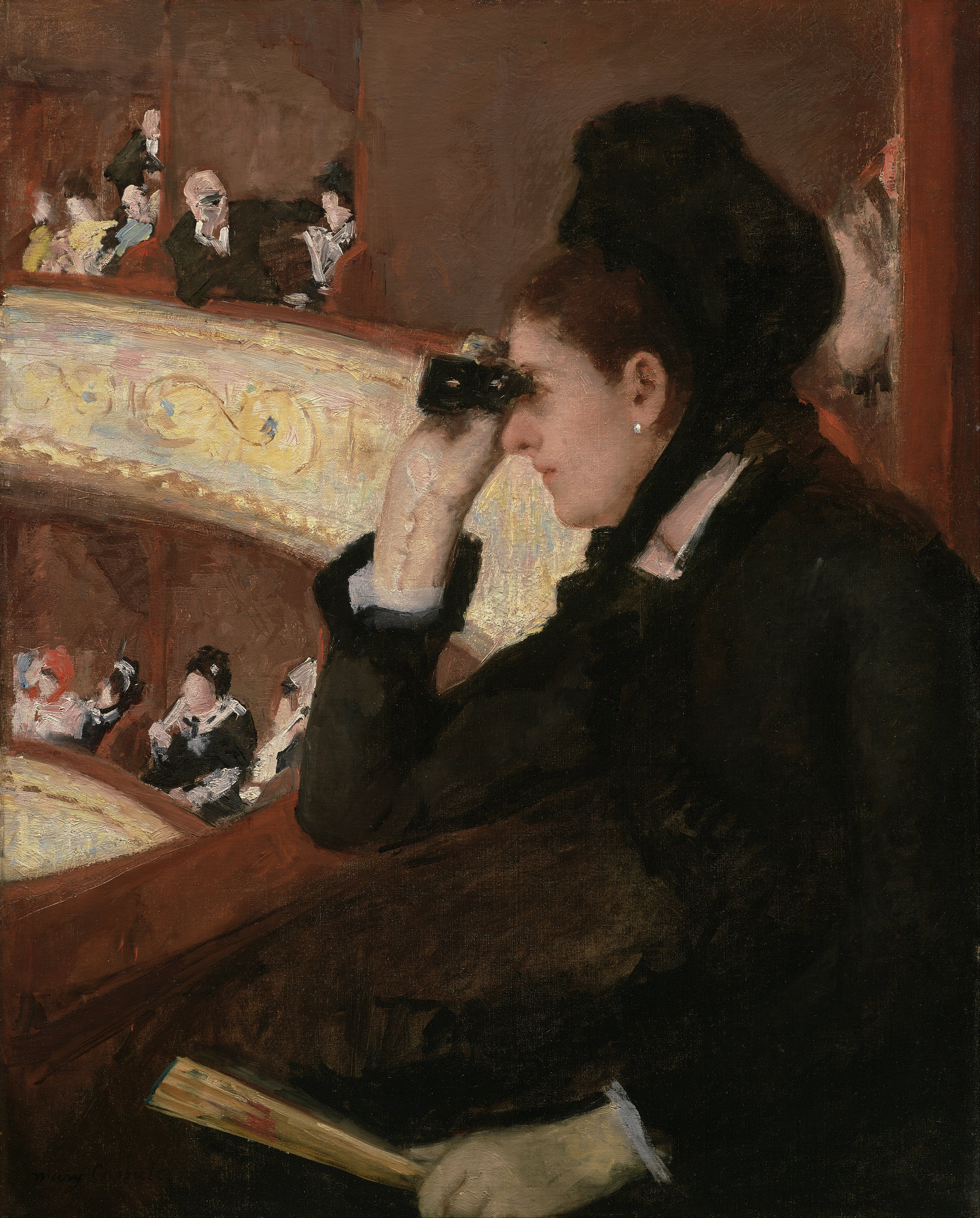
In de loge - Mary Cassatt

## Bouwkunst

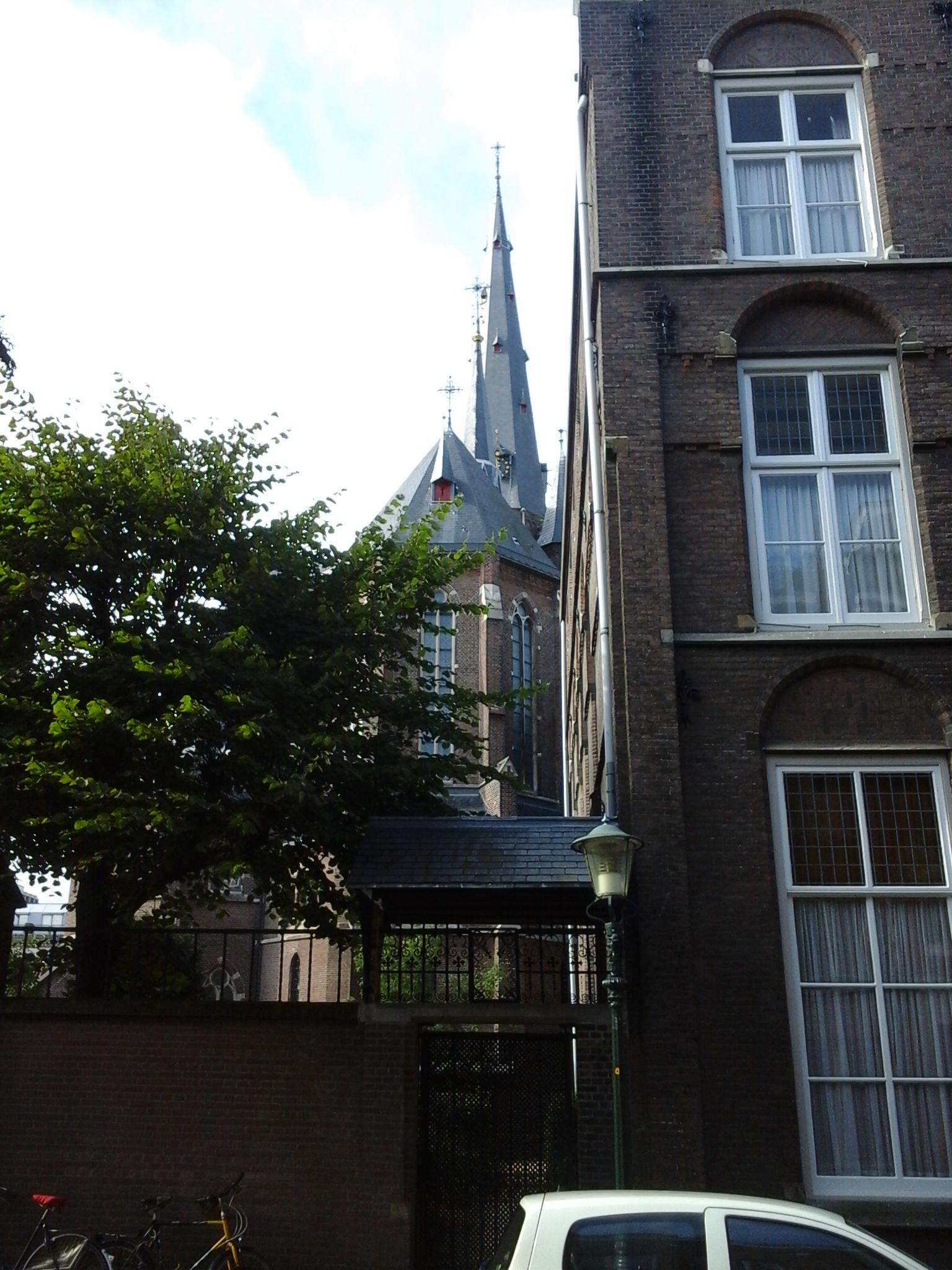
Jacobuskerk Den Haag
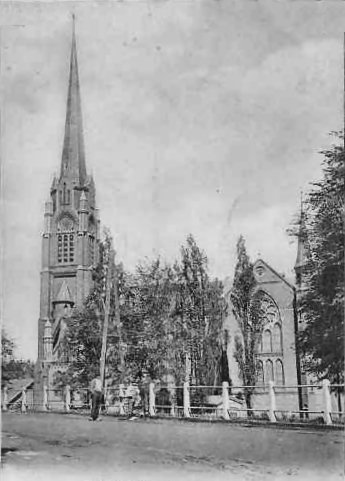
Sint-Lambertuskerk (Kralingen) (1878) Evert Margry
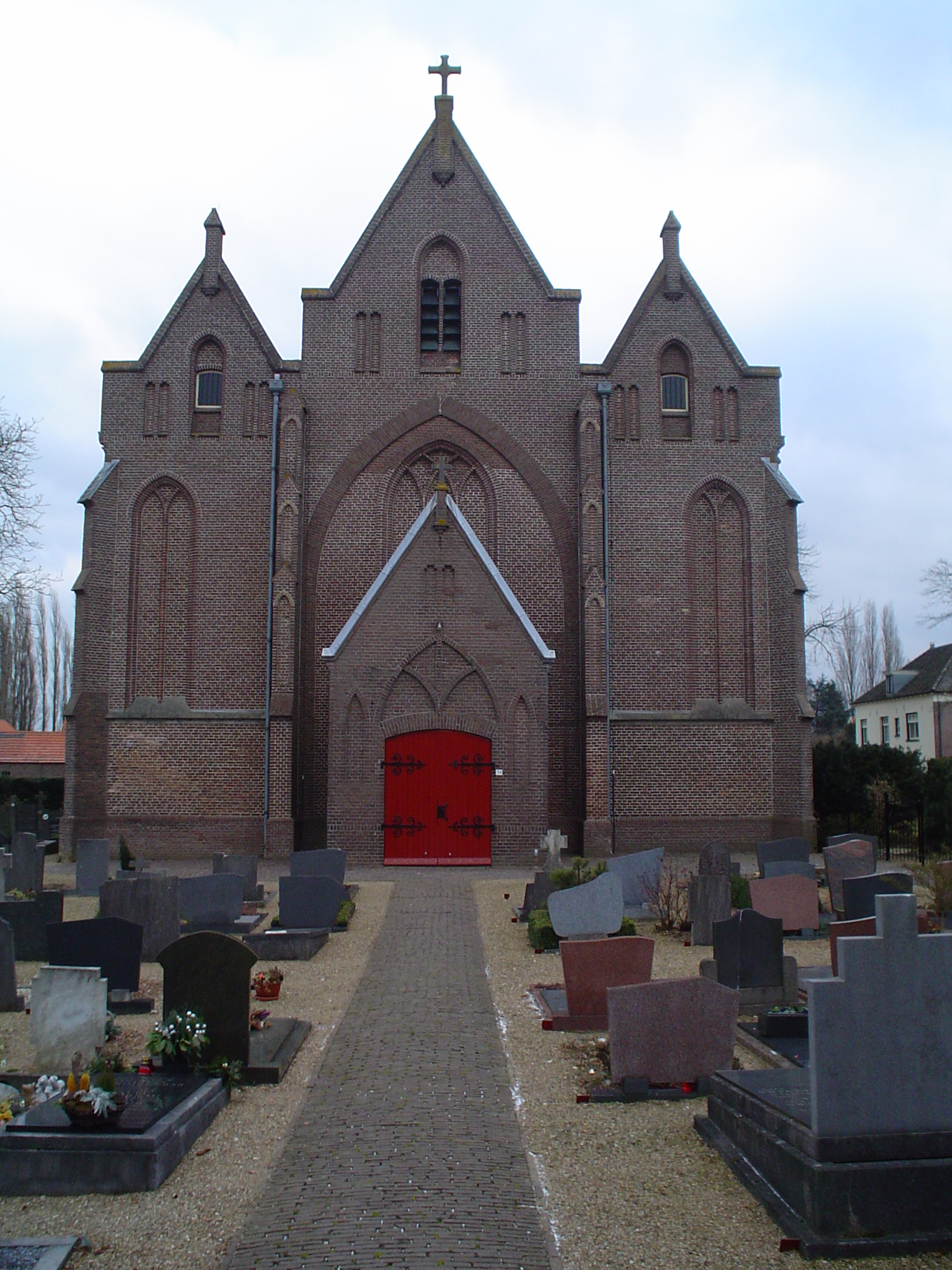
Sint-Antonius Abtkerk (Loo) (1878) Alfred Tepe

## Geboren

### januari
- 1 - Agner Erlang, Deens wiskundige (overleden 1929)
- 1 - Edwin Franko Goldman, Amerikaans componist, dirigent en cornettist (overleden 1956)
- 9 - John Broadus Watson, Amerikaans psycholoog (overleden 1958)
- 17 - Oscar Apfel, Amerikaans acteur, regisseur, producent en scenarioschrijver (overleden 1938)
- 17 - Nap de la Mar, Nederlands acteur en regisseur (overleden 1930)
- 26 - Ema Destinnová, Tsjechisch sopraan (overleden 1930)

### februari
- 2 - Walter Evans-Wentz Amerikaans antropoloog (overleden 1965)
- 5 - Jean Becquerel, Frans natuurkundige (overleden 1953)
- 8 - Martin Buber, Joods-Oostenrijks-Israëlisch godsdienstfilosoof (overleden 1965)
- 8 - Willem Hesselink, Nederlands voetballer (overleden 1973)
- 9 - Han Dade, Nederlands sportbestuurder (voorzitter van AFC Ajax 1910-1912) (overleden 1940)
- 14 - Koki Hirota, 32e minister-president van Japan (overleden 1948)
- 23 - Kazimir Malevitsj, Oekraïens kunstschilder (overleden 1935)
- 25 - Eduard Meijer, Nederlands zwemmer en waterpoloër (overleden 1929)
- 26 - Pauline Musters, Nederlands danseres en acrobate; erkend als kleinste vrouw ter wereld (overleden 1895)

### maart
- 5 - Hendrik Johan Versteeg jr., Nederlands politieman (overleden 1954)
- 10 - Karel van de Woestijne, Vlaams schrijver (overleden 1929)
- 12 - Gemma Galgani, Italiaans heilige en mystica (overleden 1903)
- 16 - Clemens August von Galen, Duits kardinaal (overleden 1946)
- 16 - Reza Pahlavi, Sjah van Perzië (overleden 1944)
- 20 - Marius Richters, Nederlands kunstenaar (overleden 1955)
- 22 - Michel Théato, Luxemburgs atleet (overleden 1919)
- 23 - Franz Schreker, Oostenrijks componist (overleden 1934)
- 24 - Top Naeff, Nederlands schrijfster (overleden 1953)
- 31 - Jack Johnson, Amerikaans bokser (overleden 1946)

### april
- 1 - Alfred Flechtheim, Duits kunsthandelaar, kunstverzamelaar, galeriehouder en uitgever (overleden 1937)
- 5 - Albert Champion, Frans wielrenner en constructeur (overleden 1927)
- 12 - Ramon Fernandez, Filipijns zakenman en politicus (overleden 1964)
- 16 - Rafaël Guízar y Valencia, Mexicaans bisschop, ordestichter en heilige (overleden 1938)
- 21 - Antoon Derkzen van Angeren, Nederlands beeldend kunstenaar (overleden 1961)
- 24 - Bernard  Eilers, Nederlands fotograaf en lithograaf (overleden 1951)

### mei
- 8 - Henri Jonas, Nederlands beeldend kunstenaar (overleden 1944)
- 10 - Gustav Stresemann, Duits politicus en winnaar van de Nobelprijs voor de Vrede (overleden 1929)

### juni
- 1 - John Masefield, Engels schrijver, Poet Laureate (overleden 1967)
- 2 - Albert Nasse, Amerikaans roeier (overleden 1910)
- 5 - Franklyn Farnum, Amerikaans acteur (overleden 1961)
- 11 - Julius Melzer, Braziliaans entomoloog (overleden 1934)
- 12 - James Oliver Curwood, Amerikaans schrijver (overleden 1927)
- 15 - Margaret Abbott, Amerikaans golfer (overleden 1955)
- 25 - Fernand van Ackere, Belgisch politicus (overleden 1958)
- 28 - Carl von Tiedemann, Duits generaal (overleden 1979)

### juli
- 3 - George M. Cohan, Amerikaans entertainer (overleden 1942)
- 10 - Otto Freundlich, Duits schilder, graficus en beeldhouwer (overleden 1943)
- 22 - Jules Fonteyne, Belgisch kunstenaar (overleden 1964)
- 25 - Louis Hasselmans, Frans cellist en dirigent (overleden 1957)
- 30 - Letitia Marion Hamilton, Iers kunstschilder (overleden 1964)

### augustus
- 9 - Eileen Gray, Iers meubelontwerpster en architect (overleden 1976)
- 10 - Alfred Döblin, Duits schrijver (overleden 1957)
- 16 - Léon Binoche, Frans rugbyspeler (overleden 1962)
- 16 - Herbert Willing, Nederlands voetbalscheidsrechter (overleden 1943)
- 19 - Manuel Quezon, president van het Gemenebest van de Filipijnen (overleden 1944)
- 28 - George Whipple, Amerikaans fysioloog en Nobelprijswinnaar (overleden 1976)
- 31 - Francis Jarvis, Amerikaans atleet (overleden in 1933)
- 31 - Kaburaki Kiyokata, Japans kunstschilder (overleden 1972)

### september
- 2 - Werner von Blomberg, Duits veldmaarschalk (overleden 1946)
- 12 - Jimmy Ashcroft, Engels voetballer (overleden 1943)
- 18 - Kato Mikeladze, Georgisch publiciste, feministe (overleden 1942)
- 20 - Upton Sinclair, Amerikaans schrijver (overleden 1968)
- 21 - Lina Coen, Amerikaans-Nederlandse pianiste en dirigente (overleden 1952)

### oktober
- 8 - Schotto van Fridagh, Nederlands burgemeester (overleden 1959)
- 14 - Maurice Dumas, Nederlands zanger en humorist (overleden 1937)
- 15 - Paul Reynaud, Frans politicus; premier in 1940 (overleden 1966)
- 17 - Andrej Rimski-Korsakov, Russisch musicoloog (overleden 1940)

### november
- 7 - Lise Meitner, Oostenrijks, Duits en Zweeds kernfysicus (overleden 1968)
- 8 - Marshall Walter Taylor, Amerikaans wielrenner (overleden 1932)
- 13 - Johannes Kielstra, Nederlands hoogleraar, politicus en diplomaat (overleden 1951)
- 28 - Peder Kolstad, Noors politicus (overleden 1932)

### december
- 6- Samuel Alexander Kinnier Wilson, Brits neuroloog (overleden 1937)
- 8 - Walter Heitz, Duits generaal (overleden 1944)
- 9 - Géza Révész, Hongaars/Nederlands psycholoog (overleden 1955)
- 13 - Adriana Budevska, Bulgaars toneelactrice (overleden 1955)
- 14 - Ruth Roellig, Duitse schrijfster (overleden 1969)
- 18 - Jozef Stalin, leider van de Sovjet-Unie (overleden 1953)
- 22 - Meyer Prinstein, Amerikaans atleet (overleden 1925)
- 31 - Elizabeth Arden, Canadees cosmetica-industrieel (overleden 1966)

## Overleden
februari

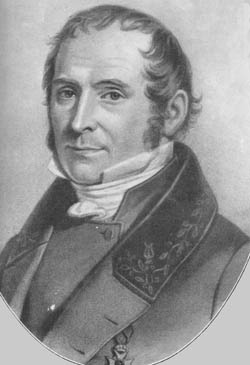
Elias Magnus Fries

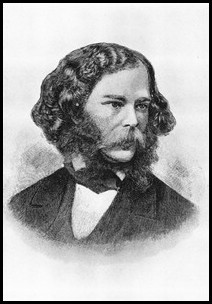
George Henry Lewes

- 7 - Paus Pius IX (85), paus van 1846 tot 1878
- 8 - Elias Magnus Fries (83), Zweeds mycoloog
- 18 - John Tunstall (24), Amerikaans veehouder
- 19 - Charles-François Daubigny (61), Frans schilder
- 19 - Volkert Simon Maarten van der Willigen (55), Nederlands wis- en natuurkundige
- 22 - Emilia d'Oultremont (59), Belgisch/Frans gravin, ordestichtster en zalige

maart
- 2 - John Cochrane (80), Schots schaker

april
- 12 - William Tweed (55), Amerikaans politicus
- 25 - Anna Sewell (58), Brits schrijfster

mei
- 13 - Joseph Henry (80), Amerikaans natuurkundige
- 28 - John Septimus Roe (81), ontdekkingsreiziger en eerste landmeter-generaal van West-Australië

juni
- 6 - Robert Stirling (87), Schots uitvinder van de stirlingmotor
- 12 - George V van Hannover (59), laatste koning van Hannover
- 12 - Hendrik Jut (26), negentiende-eeuws moordenaar (Kop-van-jut)

augustus
- 24 - Gerrit Adriaan Fokker (66), Nederlands politicus en Thorbeckiaans Tweede Kamerlid

november
- 30 - George Henry Lewes (61), Engels filosoof en criticus

december
- 27 - Daniel McCallum (63), Schots/Amerikaans spoorwegingenieur en managementpionier

datum onbekend
- Esteban Villanueva (79/80), Filipijns kunstschilder

## Weerextremen in België
- Augustus met laagste luchtdruk: 1009,6 hPa (normaal 1015,7 hPa).

Bron: KMI Gegevens Ukkel 1901-2003  met aanvullingen 